# П'ять рублів Петра III
П'ять рублів Петра III — золота монета Російської імперії номіналом 5 рублів, викарбувана в 1762 році за правління Петра III на Санкт-Петербурзькому монетному дворі. На аверсі монети зображений портрет імператора в профіль, на реверсі — хрестоподібна композиція з гербів Московського, Казанського, Сибірського і Астраханського царств з розміщеним в центрі гербом Російської імперії  .

## Опис
Діаметр напівімперіал, виконаного з золота 917 проби, становить 26,5 мм; маса монети — 8,28 г .

### Аверс
На аверсі п'ятирубльвой монети зображений правий погрудний профіль Петра III. На його голову надіта перука з косою, пов'язаної стрічкою. Імператор одягнений в кірасу з орлом на грудях, через праве плече перекинута Андріївська стрічка, з лівого плеча спущена імператорська мантія.
Під зображенням Петра III розміщена абревіатура «СПБ» — знак Санкт-Петербурзького монетного двору ; зверху по колу монети — напис «ПЕТР' • III • Б • М • ІМП • ІСАМОДЕРЖ • Всерос»  .

### Реверс
На реверсі напівімперіала зображені чотири візерункових щита, розташовані навхрест. У верхньому щиті — герб Москви: в червленому полі Георгій Побідоносець на коні списом вражає крилатого дракона. У нижньому щиті — герб Сибірського царства: два соболя, зображені під семизубцовою короною, стоячи на задніх лапах, підтримують цибулю і спрямовані вістрями вниз дві стріли. На лівому щиті — герб Астраханського царства: в блакитному полі семизубцова корона, під якою зображений східний меч. У правом щиті — герб Казанського царства, на якому зображений коронований дракон. Над щитом з гербом Москви — імператорська корона; над трьома іншими щитами — п'ятизубцеві корони. У центрі цієї композиції розташований Герб Російської імперії — двоголовий орел, увінчаний трьома імператорськими коронами, який в своїх лапах тримає скіпетр і державу. У проміжках, утворених периферійними щитами, знаходяться чотири квітки, що складаються з 8 пелюсток кожен.
По колу реверсу монети зліва розміщено напис «МОН • ВАРТІСТЬ П'ЯТЬ • РУБ •», праворуч — «ІМПРСКАЯ РОССІІС •». У полях між щитами — цифри, що позначають рік карбування монети: «1», «7», «6» і «2»  .

### Гурт
Напівімперіал Петра III має шнуровідний гурт з нахилом вліво  .